# Диффузионный барьер
Диффузионный барьер — препятствие между смежными объёмами вещества, предотвращающее диффузию или замедляющее её для компонента системы, неравномерно распределенного между указанными объёмами. В результате, процесс выравнивания концентрации компонента между указанными объёмами замедляется или становится невозможным.
Важным видом диффузионного барьера в биологии являются клеточные мембраны.